# Coronavirus de pipistrelle HKU5
Betacoronavirus pipistrelli
Espèce
formes de rang inférieur
- HKU5-CoV-1
- HKU5-CoV-2

Betacoronavirus pipistrelli, aussi appelé coronavirus de pipistrelle HKU5 (en anglais Pipistrellus bat coronavirus HKU5), est une espèce de Bétacoronavirus à ARN monocaténaire de polarité positive, découvert chez la Pipistrelle japonaise (Pipistrellus abramus) à Hong Kong. Cette espèce de coronavirus est étroitement liée au MERS-CoV qui fut responsable du syndrome respiratoire du Moyen-Orient de 2012,,.
En 2025, une nouvelle lignée apparentée, HKU5-CoV-2, est identifiée chez une chauve-souris. Son aptitude à se lier au récepteur ACE2 humain, laisse craindre une évolution possible vers une forme pathogène pour l'humain et donc un potentiel risque zoonotique,.